# Phuthaditjhaba
Phuthaditjhaba es un pueblo situado en los altos de la provincia del Estado Libre en Sudáfrica.
En el censo de población de 1996 los habitantes del pueblo sumaban 41.930. En la actualidad el monto estimado, incluyendo la zona urbanizada alrededor del pueblo, es de 75.000 personas. La mayoría de sus habitantes son sothos del sur, un subgrupo de los basotho.
Durante el período de las políticas de "desarrollo separado" del apartheid, Phuthaditjhaba fue la capital del bantustán de QwaQwa.
Debido a su localización, entre los parajes escénicos de la cordillera Drakensberg y cerca del Parque Nacional Golden Gate, Phuthaditjhaba es un destino atractivo para el turismo de la zona.